# Bio-psycho-behaviorální model kreativity
Bio-psycho-behaviorální model kreativity je jedním z mnoha modelů, které se snaží popsat pochody spojené s kreativitou. Zaměřuje se na vnitřní individuální predispozice a přidává k psychickým aspektům biologické a behaviorální. Model vychází z dřívějších výzkumů a snaží se je integrovat do jednoho uceleného modelu.
Cílem modelu je poskytnout pochopení pro interindividuální rozdíly v tvůrčím chování s ohledem na ústřední psychologické konstrukty, jejich vzájemné vztahy a jejich příslušné neurobiologické koreláty.

## Základy modelu
Populárním modelem je komponentní model kreativity vytvořený na konci 20. století Teresou Amabile . Ten propojuje psychické a sociální aspekty, které ovlivňují individuální produkci kreativní práce. Tvořivost je podle Amabile funkcí tří komponent: odbornosti, dovedností tvořivě myslet a motivace. Všechny komponenty může ovlivňovat nadřízený pracovníka. Sociální aspekt se týká přímo sociálního prostředí, ve kterém pracujeme.
Kreativní úsilí se může týkat mnoha oblastí, proto bio-psycho-behaviorální model přijal obecný pohled na oblasti. Nevěnuje tedy pozornost konstruktům spojeným se specifickými oblastmi jako je neuroticismus v umění nebo svědomitost ve vědě. Model také nezahrnuje důležitý aspekt motivaci.

## Psychická složka
Psychická složka kreativity se skládá ze dvou oblastí konstruktů: osobnostních konstruktů a konstruktů schopností.  
Mezi hlavní osobnostní konstrukty patří rysy. Rys, který je nejvíce konzistentně spojený s různými ukazateli tvořivosti, je otevřenost vůči zkušenosti. Otevření lidé sami sebe popisují jako zvídavé a s velkou fantazií, což je oboje dobrým základem pro tvořivost. Existují dva mechanismy, kterými otevřenost vůči zkušenosti podporuje kreativitu. První zahrnuje dopaminergní aktivity. Ty řídí naše explorační chování, naše poznávání. Za druhé otevřenost vůči zkušenosti podporuje získávání zkušeností a znalostí v průběhu času. Má vliv jak na fluidní, tak na krystalickou inteligenci.  
Známe dva hlavní konstrukty schopností, které předurčují naši míru kreativity. Je to inteligence a kognitivní kreativní potenciál. Inteligence má velký vliv na kreativní myšlení. Kromě inteligence hraje významnou roli při kreativních myšlenkových procesech pracovní paměť. Kreativita zjišťovaná pomocí testu divergentního myšlení byla konzistentně predikovaná fluidní inteligencí. Naopak když byla kreativita měřena formou úspěchu nebo sebeposouzení, tak ji predikovaly osobnostní rysy.

## Biologická složka
Neurobiologický systém, pozadí v našem mozku stojící za kreativním myšlením, je velice komplexní a propojený celek. Hlavní dva systémy jsou: dopaminergní systém a noradrenergní systém. Vyšší level dopaminu zvyšuje otevřenost vůči zkušenostem a kreativní úspěch. Dopamin zastává dvě funkce v mozku: 1. Prefrontální dopamin umožňuje kreativitu založenou na vytrvalosti. 2. Kdežto dopamin ze striata napomáhá k flexibilitě kreativního myšlení.
Kromě těchto existují v mozku další dva systémy, které tvoří základ pro psychické aspekty kreativity. Řadí se sem tzv. výchozí režim sítě a výkonná kontrolní síť. Spolupráce těchto dvou systémů stojí za tvorbou nových nápadů pro tvořivost.
Neurobiologické systémy jsou základem:
1. individuálních rozdílů v dimenzích psychologické osobnosti
2. schopností souvisejících s kreativitou
3. kreativního chování v reálném životě.[1]

## Integrace
Otevřenost vůči zkušenosti a kognitivní kreativní potenciál souvisí s námahou vynaloženou při kreativních aktivitách, ale neovlivňuje přímo kreativní úspěch. Otevřenost vůči zkušenosti podporuje získávání bohaté základny zkušeností a znalostí. To může vést k více propojené paměťové struktuře, která bývá zapojována při divergentním myšlení a napomáhá tak produkci originálních nápadů.
Pro určení kreativního úspěchu máme tři relevantní aspekty: (a) množství zapojení se do tvořivých aktivit, (b) vliv inteligence na kreativitu a (c) vzájemný vliv mezi kreativitou a inteligencí. Skrze vzájemnou interakci inteligence a kreativity můžeme popsat vznik nápadů a produktů. Kromě toho, ale záleží při vymýšlení nových nápadů i na předchozí zkušenosti (proto je důležitá otevřenost vůči zkušenostem) a na kognitivních schopnostech (proto je důležitý kognitivní kreativní potenciál). Inteligence nemá vliv pouze na tvorbu nápadů, ale zároveň řídí komplexní úkoly a distribuci nápadů.
Otevřenost vůči zkušenosti se vzájemně ovlivňuje s dopaminergním systémem. Interindividuální rozdíly u dopaminergních neurotransmiterů působí tedy jak na otevřenost vůči zkušenostem, tak na divergentní myšlení.